# Andrzej Kwaśnik

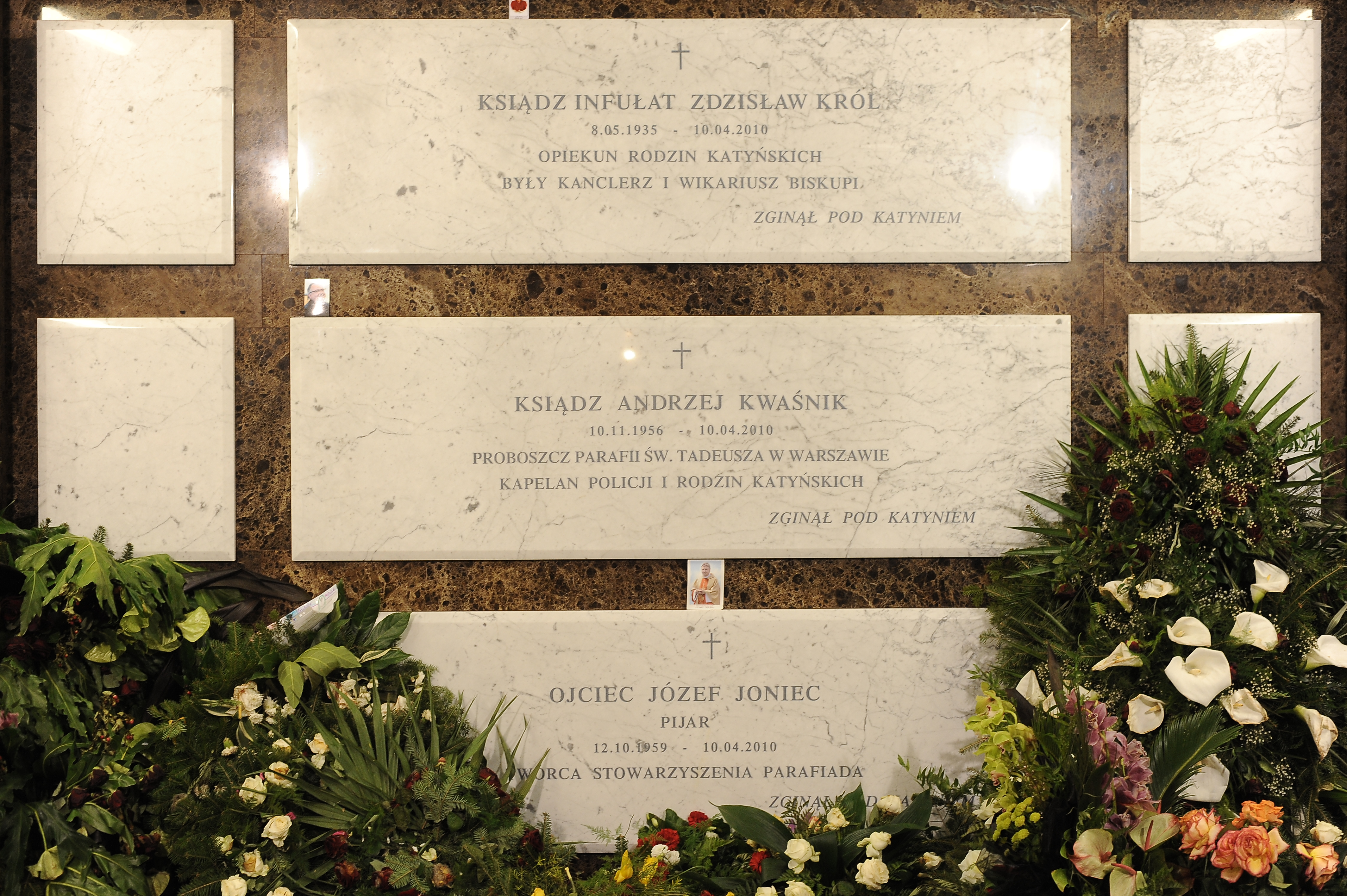
Krypta księdza Andrzeja Kwaśnika w Panteonie Wielkich Polaków Świątyni Opatrzności Bożej w Warszawie

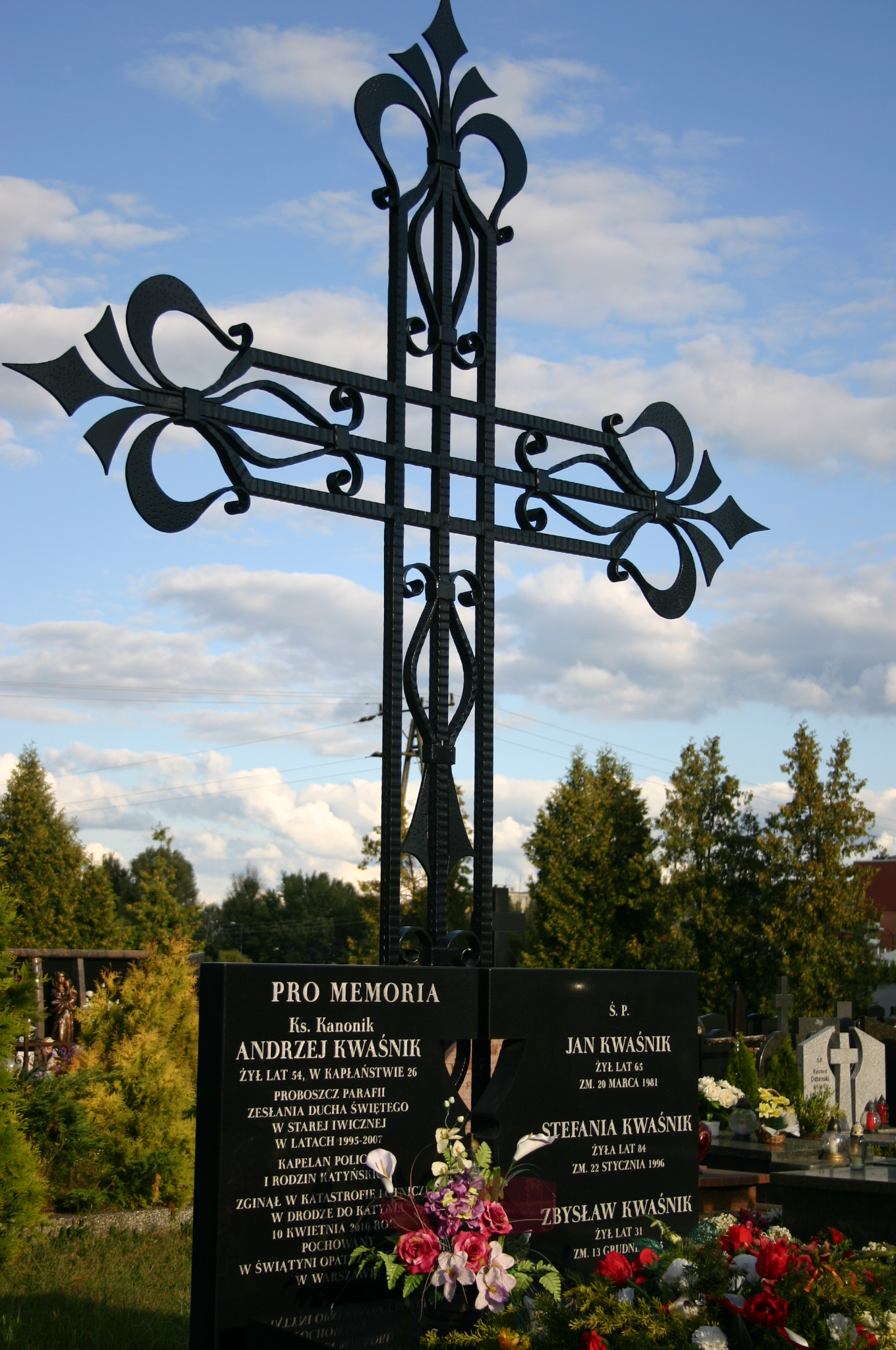
Grób rodziców ks. Andrzeja Kwaśnika na cmentarzu w Starej Iwicznej z upamiętniającą go tablicą

Andrzej Krzysztof Kwaśnik (ur. 10 listopada 1956 w Warszawie, zm. 10 kwietnia 2010 w Smoleńsku) – polski ksiądz rzymskokatolicki, kanonik, kapłan archidiecezji warszawskiej, kapelan Federacji Rodzin Katyńskich (2008–2010), kapelan warszawskiej Policji (2008–2010).

## Życiorys
Święcenia kapłańskie przyjął 3 czerwca 1984, następnie pracował jako wikariusz w parafiach św. Michała Archanioła w Warszawie (1984), św. Mikołaja Biskupa w Warce (1984-88), św. Kazimierza w Pruszkowie (1988-89) i Zwiastowania Pańskiego w Warszawie (1989-1995). Od października 1995 do czerwca 2007 proboszcz parafii Zesłania Ducha Świętego w Starej Iwicznej koło Piaseczna, w latach 1997–2007 wicedziekan dekanatu piaseczyńskiego. Od 1 lipca 2007 proboszcz parafii św. Tadeusza Apostoła w Warszawie. W 2008 został następcą ks. Zdzisława Peszkowskiego jako kapelan Federacji Rodzin Katyńskich.
Był kapelanem: stołecznego Oddziału Prewencji Policji, warszawskiego stowarzyszenia „Rodzina Policyjna 1939”, stowarzyszenia „Rodzina Policyjna”, Komendy Powiatowej Policji w Piasecznie.
Zginął 10 kwietnia 2010 w wyniku katastrofie polskiego samolotu Tu-154M w Smoleńsku w drodze na obchody 70. rocznicy zbrodni katyńskiej. Został pochowany w Świątyni Opatrzności Bożej, w Panteonie Wielkich Polaków. Wraz z nim pochowani zostali dwaj inni duchowni, którzy zginęli w katastrofie smoleńskiej: Józef Joniec i (formalnie) Zdzisław Król.
10 listopada 2010 odsłonięto poświęconą mu tablicę pamiątkową w kościele Zesłania Ducha Świętego w Starej Iwicznej. Na cmentarzu parafialnym, na grobie rodziców księdza Andrzeja Kwaśnika, znajduje się również tablica jego pamięci.

## Odznaczenia
16 kwietnia 2010 został pośmiertnie odznaczony Krzyżem Oficerskim Orderu Odrodzenia Polski.